# Drepanosticta halmahera
Drepanosticta halmahera – gatunek ważki z rodziny Platystictidae.